# Campionato Sammarinese 2010-2011
Il Campionato Sammarinese 2010-2011 è il 26º campionato di San Marino.
La stagione è iniziata il 17 settembre 2010 ed è terminata il 26 maggio 2011.
La vincente è il Tre Fiori che ha battuto in finale il Tre Penne per 1-0.

## Fase a gironi

### Girone A
|  |    | Classifica 2010-11 | Pt | G  | V  | N | P  | GF | GS | DR  |
|  | -- | ------------------ | -- | -- | -- | - | -- | -- | -- | --- |
|  | 1. | Pennarossa         | 42 | 20 | 13 | 3 | 4  | 31 | 15 | +16 |
|  | 2. | La Fiorita         | 36 | 20 | 10 | 6 | 4  | 44 | 28 | +16 |
|  | 3. | Cosmos             | 36 | 20 | 11 | 3 | 6  | 22 | 22 | 0   |
|  | 4. | Juvenes/Dogana     | 29 | 20 | 8  | 5 | 7  | 37 | 31 | +6  |
|  | 5. | Faetano            | 24 | 20 | 7  | 3 | 10 | 30 | 33 | -3  |
|  | 6. | Fiorentino         | 19 | 20 | 5  | 4 | 11 | 22 | 37 | -15 |
|  | 7. | Cailungo           | 10 | 20 | 2  | 4 | 14 | 17 | 40 | -23 |

### Girone B
|  |    | Classifica 2010-11 | Pt | G  | V  | N | P  | GF | GS | DR  |
|  | -- | ------------------ | -- | -- | -- | - | -- | -- | -- | --- |
|  | 1. | Tre Fiori          | 39 | 21 | 11 | 6 | 4  | 41 | 26 | +15 |
|  | 2. | Libertas           | 37 | 21 | 10 | 7 | 4  | 26 | 13 | +13 |
|  | 3. | Tre Penne          | 36 | 21 | 10 | 6 | 5  | 32 | 19 | +13 |
|  | 4. | Murata             | 35 | 21 | 9  | 8 | 4  | 34 | 19 | +15 |
|  | 5. | Virtus             | 30 | 21 | 8  | 6 | 7  | 32 | 32 | 0   |
|  | 6. | San Giovanni       | 29 | 21 | 9  | 2 | 10 | 29 | 34 | -5  |
|  | 7. | Folgore            | 13 | 21 | 3  | 4 | 14 | 21 | 44 | -23 |
|  | 8. | Domagnano          | 9  | 21 | 0  | 9 | 12 | 17 | 42 | -25 |

## Play-off
Ai play-off si qualificano le prime tre squadre di ogni girone.

### Primo turno
Si affrontano le seconde e le terze classificate dei due gironi
A)  La Fiorita- Tre Penne 3-1
B)  Cosmos- Libertas 2-0

### Secondo turno
Si affrontano le perdenti del primo turno; la perdente viene eliminata
C)  Tre Penne- Libertas 4-1
Si affrontano le vincenti del primo turno; la vincente passa al 4º turno e la perdente al 3º turno
D)  La Fiorita- Cosmos 2-4

### Terzo turno
Si affrontano le squadre che hanno perso almeno una partita nei play-off; la perdente viene eliminata.
E)  Tre Penne- La Fiorita 2-0
Si affrontano le prime classificate dei due gironi
F)  Pennarossa- Tre Fiori 1-2

### Quarto turno
Si affrontano le squadre che hanno perso almeno una partita dei play-off; la perdente viene eliminata e la vincente va in semifinale
G)  Tre Penne- Pennarossa 3-1
Si affrontano le uniche squadre rimaste imbattute durante i play-off; chi vince passa in finale, chi perde in semifinale
H)  Tre Fiori- Cosmos 2-0

### Semifinale
I)  Tre Penne- Cosmos 2-1 dts

### Finale
La vincente si qualificherà per il Primo turno di qualificazione della UEFA Champions League 2011-2012, mentre il secondo classificato si qualificherà per il Secondo turno di qualificazione della UEFA Europa League 2011-2012.
 Tre Fiori- Tre Penne 1-0